# Johan Falk: Lockdown
Johan Falk: Lockdown, es una película de acción estrenada el 23 de julio de 2015 dirigida por Richard Holm. 
La película es la penúltima entrega de la franquicia y forma parte de las películas de Johan Falk.

## Sinopsis
Al inicio la identidad del oficial corrupto sigue sin ser revelada. El oficial sintiéndose mal por haber ocasionado que Niklas casi muriera y decide quitarse la vida activando una granada, sin embargo antes de que esta detone cambia de parecer. 
Poco después el oficial de la GSI Johan Falk, el oficial de narcóticos Lasse Karlsson y el oficial de delitos graves Dick Jörgensen, cooperan y realizan una redada en casa de unos criminales y los detienen.
Mientras tanto el oficial Patrik Agrell junto con su esposa Nadja van a su cita en el hospital donde la doctora le dice que su tratamiento ha terminado y el cáncer se encuentra en remisión. 
Cuando Patrik va a la estación y le cuenta a los oficiales Johan, Sophie Nordh, Vidar Pettersson, Niklas Saxlid y Matte, quienes se alegran. El oficial Jann Ossian continúa con la investigación interna contra el equipo de la GSI, por lo que la oficial Franzén se convierte en la jefa de funciones del GSI hasta que la investigación sobre la relación de Sophie y Seth se termine, Franzén les dice que deberán de actuar de acuerdo a las reglas para evitar problemas. Seth se reúne con Sophie y discuten lo que pasó, Seth le pregunta si debe de preocuparse por el juicio que se realizará en contra de Vijay Khan y la policía, y Nordh le dice que no.
Al mismo tiempo el oficial corrupto decide entrar a la estación de policía y robar dinero para huir, sin embargo mientras entra en el área de pruebas es descubierto por un criminólogo al que ataca, los oficiales son advertidos que el intruso se había lastimado durante el enfrentamiento y comienzan a investigar.
Seth intenta vender los diamantes que había robado, sin embargo ninguno de los interesados los quiere ya que contienen números grabados que pueden rastrearse.
Helén le dice a Örjan que debe de ayudarla a descubrir si alguna de las empresas de construcción en las que había trabajado realizaban transacciones ilegales, más tarde cuando Örjan se reúne nuevamente con Helén le dice que los rusos lo habían visitado y sabía que él había robado papeles que los podrían incriminar, luego de mostrarle varios videos.
Finalmente cuando Patrick descubre que el oficial corrupto es Lasse, este le dispara en el pecho, cuando el equipo es alertado, deciden cerrar la estación para que el culpable no se escape. Cuando a la GSI les dicen que el oficial herido es Patrick corren a ayudarlo pero muere desangrado por las heridas, Johan le pide a Matte que busque en las grabaciones al responsable, también le pide una lista de personas que han usado su pase en las últimas horas. Mientras tanto Lasse intenta escapar iniciando un incendio, sin embargo el equipo logra apagarlo, antes de que los bomberos den la orden de dejar salir a todos.
Lasse esconde el dinero en sobres para que sean enviados a la hija de Hanna Pantzar, Irena. Cuando se forma para salir, el equipo sin saberlo le pide ayuda para buscar al asesino. El equipo forma parejas Vidar y Niklas, Johan y Dick, y finalmente Sophie y Lasse. Durante la operación Johan sospecha de Dick al ver que tiene un nuevo código para entrar, sin embargo mediante las cámaras Matte finalmente descubre el video del crimen y ve a Lasse disparándole a Patrick, por lo que le advierte a Johan, quien le advierte a Sophie diciéndole que simule una cancelación de la operación, sin embargo Lasse se da cuenta y huye, el equipo va tras él y finalmente lo arresta, Niklas furioso con Lasse lo golpea y cuando le dice a Sophie que le dirá a Franzén lo que hizo ella le dice que no lo haga.
Cuando Johan interroga a Lasse, este acepta que le disparó a Patrick, pero le dice que no dirá nada más, sin embargo poco después le revela que la razón por la cual había comenzado a trabajar para "La Rusa" fue por que se sentía culpable por la muerte de Hanna, una joven que habían reclutado cinco años atrás y que había sido asesinada. Johan se da cuenta de que hace cinco años cuando su identificación policíaca y la de Sophie habían sido duplicadas fue gracias a Lasse, y se molesta ya que por esa razón Sophie casi moría luego de recibir varios disparos frente a sus hijos, también le dice a Lasse que gracias a que él había identificado a Niklas como policía, los caucásicos casi lo matan. Finalmente Johan deduce que Lasse fue quien le disparó a los Dudajev y cuando le pregunta cómo lo estaban chantajeando, Lasse le dice que no lo hacían.
Al mismo tiempo durante el juicio de Vijay contra la policía, este los acusa de haber plantado las drogas en su propiedad con la ayuda de Frank Wagner, un informante de la policía. Durante un descanso Seth habla con Vijay e intenta llegar a un acuerdo con él sobre los diamantes, sin embargo Vijay no acepta y lo amenaza diciéndole que va a matarlo cuando salga.
Cuando Johan le pide a Franzén que el equipo de la GSI sea el encargado de llevar a Lasse al juzgado en un intento por atrapar a "La Rusa", no acepta, pero cuando el equipo finalmente le revela que años atrás los rusos habían asesinado a Larissa Dudajev golpeándola hasta matarla frente a Johan, a quien luego drogaron y chantajearon luego de plantar su ADN debajo de las uñas de Larissa, acepta. Aunque Sophie, Vidar y Matte lo apoyan en el plan, Niklas no está de acuerdo y decide ir al juicio de Vijay.
Mientras tanto los hombres de la rusa, Dimitri y Vladimir comienzan a vigilar a Örjan Bohlin y a Helén. Cuando lo atacan en su casa, Örjan va a casa de Helén a advertirle que los rusos saben que él había robado varios papeles que podrían incriminarlos, por lo que Helén y Nina se enfurecen cuando se dan cuenta de que pudieron haberlo seguido hasta ahí, poniéndolos en peligro.
El equipo realiza el transporte de Karlsson con el apoyo de los oficiales Dick y Holmén, cuando Johan le llama a la rusa para que se encuentren y le entreguen a Lasse, le hace creer que ha matado a Lasse en venganza por matar a Patrick, sin embargo él se encuentra a salvo en el segundo auto con Dick y Holmén, quienes lo llevan a los juzgados. Mientras que Johan, Vidar, Sophie y Matte, se enfrentan con la Rusa y sus hombres. El equipo logra matar a la gente de la rusa pero ella logra escapar, sin embargo Matte logra que ocasiona que choque y finalmente es arrestada por la GSI.
Cuando Örjan se da cuenta de que Dimitri y Vlad, están afuera esperando a que él salga huye, sin embargo los rusos entran a casa de Helén quien logra escapar con Nina, Bill y Olá, cuando le llama a Johan y le cuenta lo sucedido, este les dice que deben de mantenerse ocultos mientras lo soluciona.
Finalmente luego de escuchar un video proyectado en el juicio de Vijay de Patrick, sobre el equipo del GSI, Niklas cambia de parecer y cuando regresa a la estación, el equipo descubre por Johan que los rusos han atacado a su familia, por lo que deciden apoyarlo para finalmente detenerlos.
Al mismo tiempo en la cárcel Vijay es asesinado en la cárcel a golpes por otro prisionero bajo las órdenes de Seth, mientras que Lasse se quita la vida ahorcándose.

## Personajes

### Personajes principales
| Actor            | Personaje            | Ocupación                          | Notas                                                 |
| ---------------- | -------------------- | ---------------------------------- | ----------------------------------------------------- |
| Jakob Eklund     | Johan Falk           | Oficial de la Unidad GSI           | -                                                     |
| Jens Hultén      | Seth Rydell          | Gángster / Informante              | -                                                     |
| Meliz Karlge     | Sophie Nordh         | Oficial de la Unidad GSI           | -                                                     |
| Henrik Norlén    | Lasse Karlsson       | Oficial de Narcóticos (corrupto)   | arrestado por sus crímenes, posteriormente se suicidó |
| Mårten Svedberg  | Vidar Pettersson     | Oficial de la Unidad GSI           | -                                                     |
| Alexander Karim  | Niklas Saxlid        | Oficial de la Unidad GSI           | -                                                     |
| Mikael Tornving  | Patrik Agrell        | Oficial de la Unidad GSI           | asesinado a tiros por Lasse                           |
| Zeljko Santrac   | Matte                | Oficial de la Unidad GSI           | -                                                     |
| André Sjöberg    | Dick Jörgensen       | Oficial de Delitos Graves          | -                                                     |
| Fredrik Dolk     | Peter Kroon          | Detective Inspector                | -                                                     |
| Maria Hörnelius  | Franzén              | Jefa de Funciones de la Unidad GSI | -                                                     |
| Magnus Mark      | Jann Ossian          | Jefe de Investigaciones Internas   | -                                                     |
| Marie Richardson | Helén Andersson-Falk | Esposa de Johan                    | -                                                     |
| Johan Hedenberg  | Örjan Bohlin         | Empresario                         | -                                                     |

### Personajes secundarios
| Actor                   | Personaje                  | Ocupación                                       | Notas                                 |
| ----------------------- | -------------------------- | ----------------------------------------------- | ------------------------------------- |
| Christian Brandin       | Conny Lloyd                | Gángster / Miembro del Grupo de Seth            | -                                     |
| Alexander Lang          | Vijay Khan                 | Criminal                                        | asesinado por órdenes de Seth         |
| Malgorzata Pieczynska   | "La Rusa"                  | Criminal                                        | arrestada por sus crímenes            |
| Christian Magdu         | Dimitri                    | Criminal del Grupo de "La Rusa"                 | -                                     |
| Mikael Brolin           | Vladimir "Vlad"            | Criminal del Grupo de "La Rusa"                 | -                                     |
| Rikard Björk            | Georgi                     | Criminal del Grupo de "La Rusa"                 | murió luego de que Johan le disparara |
| Tage Åström             | Holmén                     | Oficial de la Policía                           | -                                     |
| Jonas Bane              | Bill                       | Novio de Nina                                   | -                                     |
| Åsa Fång                | Nadja Agrell               | Esposa de Patrick                               | -                                     |
| Dennis Alvdén           | Robin Agrell               | Hijo de Patrick                                 | -                                     |
| Tom Lidgard             | Max Agrell                 | Hijo de Patrick                                 | -                                     |
| Emma Jenséus            | Signe Agrell               | Hija de Patrick                                 | -                                     |
| Hanna Alsterlund        | Nina Andersson Falk        | Hijastra de Johan                               | -                                     |
| Isidor Alcaide Backlund | Ola Falk                   | Hijo de Johan y Helén                           | -                                     |
| Anastasios Soulis       | Felix Rydell (imágenes)    | -                                               | -                                     |
| Henrik Lundström        | Leffi (imagen)             | Criminal / Entrenador de MMA                    | -                                     |
| Lukas Loughran          | Zacke (imagen)             | Criminal / Entrenador de MMA                    | -                                     |
| Jonatan Rodriguez       | Renato (imagen)            | Empleado del Gimnasio de MMA                    | -                                     |
| Malin Morgan            | Hanna Pantzar (flashbacks) | -                                               | -                                     |
| -                       | Szczecin (flashback)       | Criminal                                        | -                                     |
| Carlos Paulsson         | Johnny Ahmad               | Criminal                                        | -                                     |
| Artur Niemi             | Anatoly                    | Criminal                                        | -                                     |
| Tobias Enochsson        | Eriksson                   | Abogado                                         | -                                     |
| Tapha Ndiaye            | Ike Jr.                    | -                                               | -                                     |
| Wilson Perea            | "Big Tony"                 | Criminal                                        | arrestado                             |
| Richard Holm            | -                          | Detective Forense                               | -                                     |
| Ann-Charlotte Franzén   | -                          | Doctora de Patrick                              | -                                     |
| Carina Jingrot          | -                          | Abogada de Vijay                                | -                                     |
| Tomas Mayer             | -                          | Criminal del Grupo de "La Rusa" / Francotirador | asesinado a tiros por Johan           |
| Patrik Franzén          | -                          | Seguridad                                       | -                                     |
| Dan Norrå               | -                          | Investigador                                    | -                                     |
| Joel Kullberg           | -                          | Paramédico                                      | -                                     |
| Stefan Pettersson       | -                          | Joyero                                          | -                                     |
| Johan Marcéus           | -                          | Reportero                                       | -                                     |
| Jimmie Rudin            | Rickard                    | Oficial de la Policía                           | -                                     |
| -                       | Irena (flashback)          | Hija de Hannah                                  | -                                     |
| -                       | Pihlblad                   | Fiscal                                          | -                                     |
| -                       | Ming                       | Criminal Chino                                  | -                                     |
| -                       | Emil                       | Vecina                                          | -                                     |
| Aliette Opheim          | Madeleine Wiik             | Criminal                                        | -                                     |

## Producción
La película fue dirigida por Richard Holm, escrita por Holm y Tage Åström, con el apoyo de los escritores Anders Nilsson y Joakim Hansson en la historia, argumento, concepto y personajes.
Producida por Joakim Hansson, con la participación del productor creativo Anders Nilsson.
La música estuvo bajo el cargo de Bengt Nilsson, mientras que la cinematografía en manos de Andreas Wessberg.
Filmada en Estocolmo, Condado de Estocolmo y en Gotemburgo, Västra Götaland, en Suecia.
La película fue estrenada el 23 de julio de 2015 en internet y posteriormente el 10 de agosto del mismo año con una duración de 1 hora con 39 minutos en Suecia.	
La película contó con el apoyo de las compañías productoras "Strix Drama", "TV4 Sweden" (coproducción), "Zweites Deutsches Fernsehen (ZDF)" (coproducción) y "Aspekt Telefilm-Produktion GmbH" (coproducción). La película fue distribuida por "Nordisk Film" en 2015 (Suecia).